# C. C. Catch
Кароли́на Катари́на Мю́ллер (нем. Caroline Catharina Müller; род. 31 июля 1964, Осс, Северный Брабант, Нидерланды), более известная как Си Си Кетч (Кэтч) (англ. C. C. Catch), — немецкая певица нидерландского происхождения. Исполняет песни на английском языке в стилях поп и диско. С 2007 года проживала в Лондоне.

## Биография
Каролина Мюллер родилась в Нидерландах. Отец Юрген Мюллер был немцем и жил в Германии, а мать Корри (дев. Трейд) была гражданкой Нидерландов. Каролина жила вместе с матерью в Нидерландах. После окончания школы девочка училась на дизайнера и работала на швейной фабрике.
В 1979 году её семья переехала в ФРГ, а с 1980 года Мюллер уже выступала в женской поп-группе Optimal из Оснабрюка — после победы на конкурсе молодых талантов. Хотя её родители и мечтали, чтобы их дочь стала портнихой, но сама девочка всегда хотела стать певицей. В 1985 году, после выступления Optimal на музыкальном конкурсе под Гамбургом, немецкий композитор и участник группы Modern Talking Дитер Болен очень заинтересовался её голосом и в тот же день пригласил к себе в студию для прослушивания. Вскоре после этого она подписала с ним контракт, который должен был начать её сольную карьеру.
Каролина выбрала себе псевдоним C. C. Catch, где два «С» — инициалы её двух имён, первого и среднего. Летом 1985 года, в день рождения Каролины, песня I Can Lose My Heart Tonight была выпущена в качестве её дебютного сингла. Сингл стал хитом в Европе. Через один год выходит её первый альбом Catch the Catch, на обложке которого изображён её любимый кот.
Первое появление певицы на советском телевидении состоялось 9 ноября 1986 в программе «Ритмы планеты», были показаны фрагменты концерта из Будапешта в фонд детской деревни венгерского села Баттонья (Battonya), C.C.Catch исполнила песню «Strangers by night», затем в новогоднем концерте «Ритмы планеты» было показано выступление в «Петерс поп-шоу» с песней «Heaven and hell», а 1 февраля 1987 в «Музыкальной мозаике» — «I Can Lose My Heart Tonight». Примечательно, что во всех трех программах советские дикторы объявляли её сценическое имя не полностью, а лишь «певица Кетч» или «поёт Кетч, ФРГ».
В конце 1986 года выходит альбом Welcome to the Heartbreak Hotel, в 1987 году на всех европейских радиостанциях появилась песня Are You Man Enough (альбом Like a Hurricane), а в 1988 году выходит альбом Big Fun. В этом же году Каролина поссорилась с Боленом и расторгла контракт. Болен потребовал права на её сценический псевдоним, но суд вынес решение в пользу певицы. Каролина уехала в Англию, где стала работать с разными продюсерами.
В канун новогоднего телевизионного шоу в Испании Мюллер встретилась с Симоном Напьер-Беллом (экс-менеджер Джорджа Майкла из Wham!). Симон был очень заинтересован в работе с ней и вскоре стал её менеджером. Новый контракт был подписан с лейблом PolyGram (Metronome). Новый альбом Hear What I Say был подготовлен с новыми продюсерами, в том числе Энди Тэйлором (экс Duran Duran), Дэйвом Клэйтоном (работал с Джорджем Майклом и U2) и Джо Дуорниэк. Из этого альбома в 1989 году был выпущен сингл Big Time, который поднялся на 25 позицию в чартах.
В это время BMG выпустила сингл Baby I Need Your Love наряду со сборником Classics. Дитер Болен выпустил её сингл Good Guys Only Win In Movies. В то же время Каролина выпустила свой следующий сингл Midnight Hour.
В 1989 году певица отказалась далее сотрудничать с Дитером Боленом. А в конце того же года вышел альбом Hear What I Say, который стал последним, выпущенным C. C. Catch.
Летом 1991 года певица впервые побывала в Советском Союзе на благотворительном концерте в Москве, который был посвящён Чернобыльской аварии. Концерт назывался «Дети Чернобыля — наши дети». В дальнейшем C. C. Catch покинула лейбл Metronome на хороших условиях.
В то же время фирмы Ariola Express и Hansa выпускают ряд сборников певицы, как то Super Disco Hits, Super 20, а в карьере C. C. Catch наступает творческий перерыв. Уже в 1998 году Каролина возвращается на музыкальную сцену. Она стала выступать вместе с Krayzee — немецким рэпером, выступавшим с группой Touché. А Дитер Болен, возрождавший в то время группу Modern Talking, вместе со своей студийной командой подготовил альбом с ремиксами на старые песни C. C. Catch. Так на Hansa был выпущен сборник Best Of 98. Он содержал как новые версии главных хитов певицы, так и оригинальные версии лучших песен. Совершенно новых песен записано не было. В поддержку альбома вышли три сингла — C. C. Catch Megamix ’98 (feat. Krayzee), I Can Lose My Heart Tonight ’98 и Soul Survivor '98.

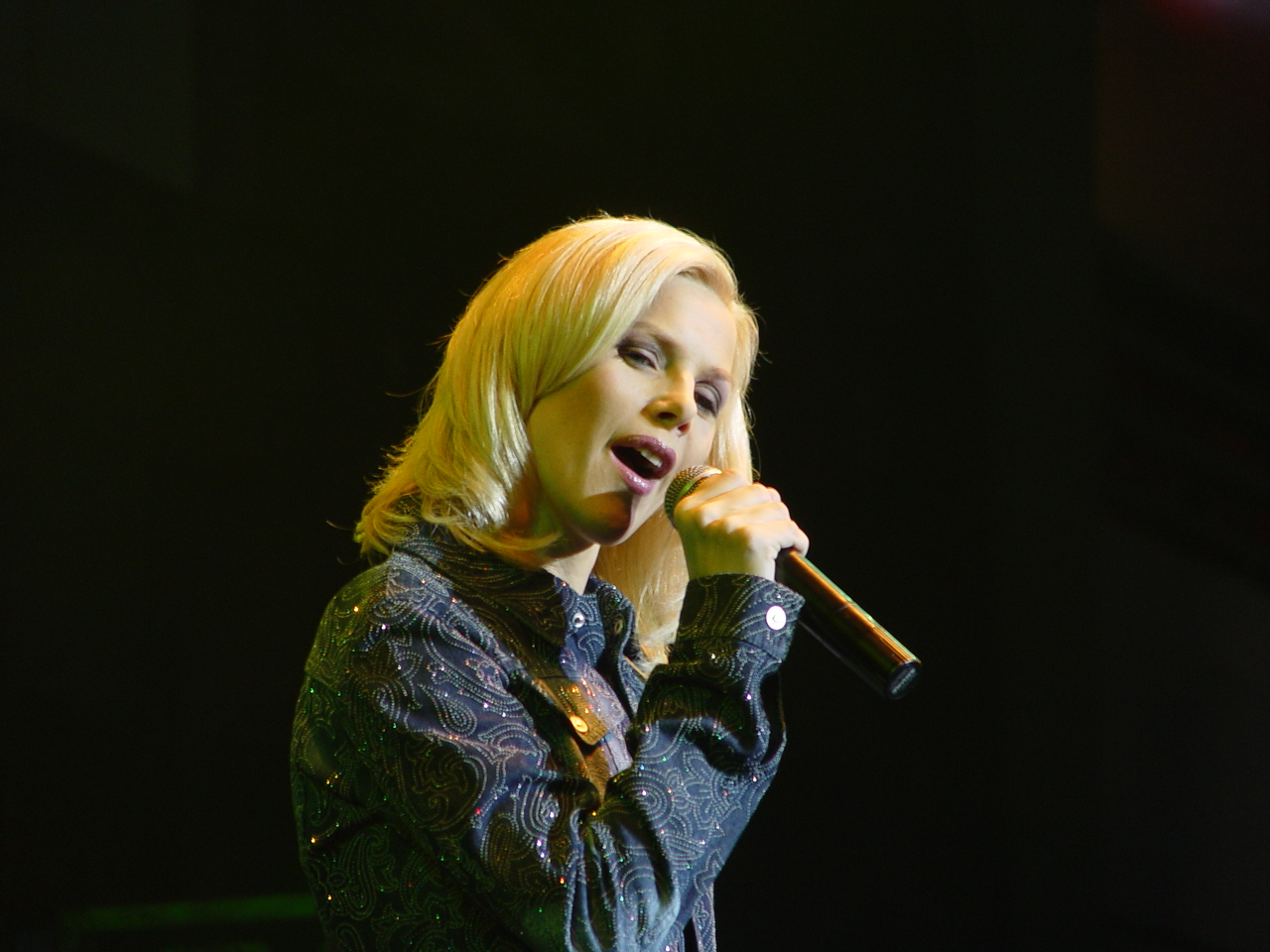
Выступление в Москве, 2002

В 2001 году Каролина снова побывала в Москве, на этот раз на новогоднем концерте. Здесь она исполнила мегамикс своих лучших хитов.
В 2003 году она переехала в Германию и записала свой новый сингл Shake Your Head 2003 с Savage Productions. В следующем году вышел сингл Silence (feat. Leela), достигший в Германии 47-й строчки в чартах.

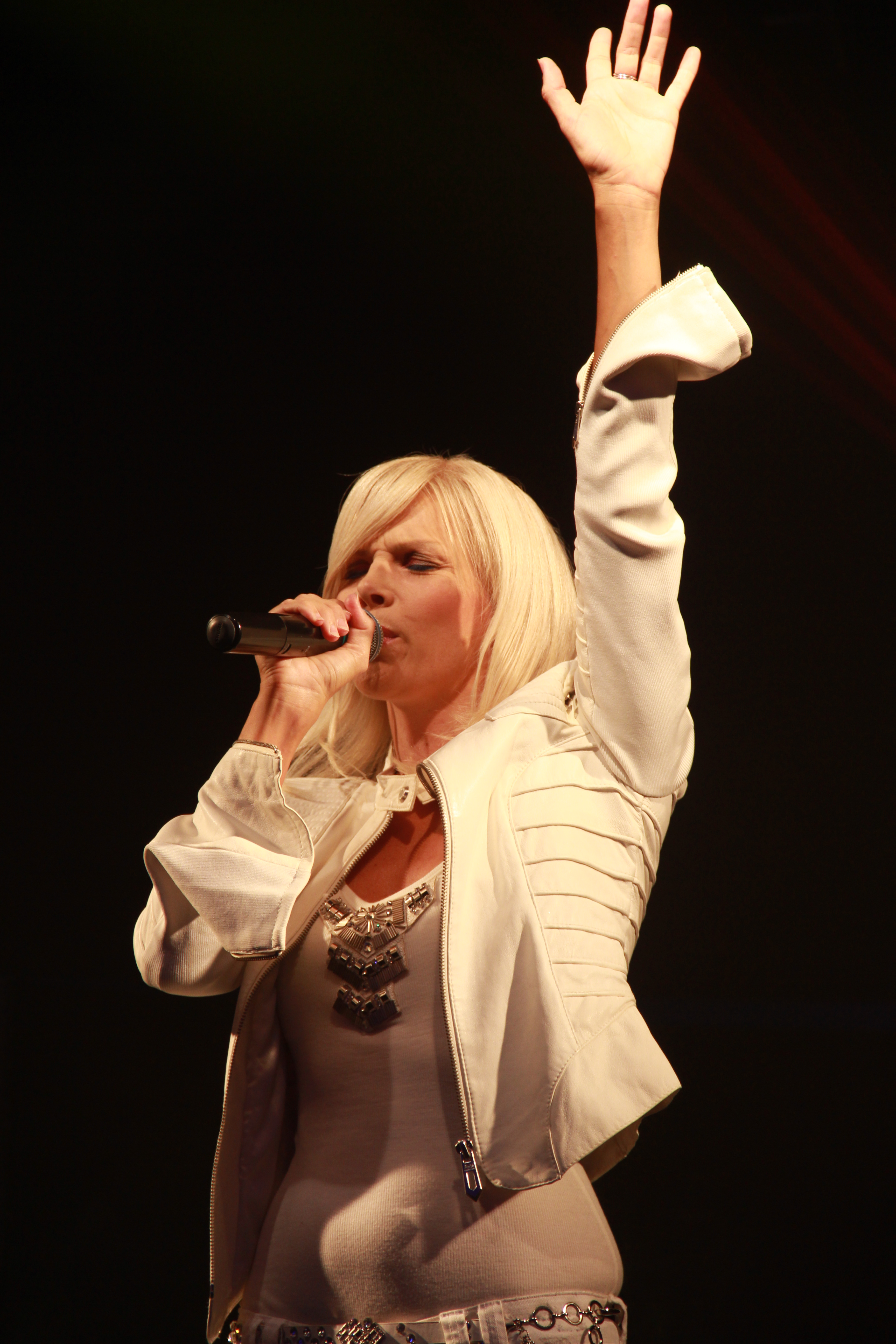
C. C. Catch в 2011 году

В 2010 году она выпустила сингл Unborn Love вместе с Хуаном Мартинесом. Несмотря на то, что планировалось издать и полноценный альбом певицы, где Мартинес выступал автором ремиксов всех треков (как новых, так и старых), и уже были заново записаны вокальные партии, в последний момент Каролина отказалась от этого проекта. Причиной называлось невысокое качество материала. В итоге треки были распространены в сети самим Мартинесом как проект Juan Martinez & C.C. Catch.
В 2014 году Каролина записала дуэт с Крисом Норманом (экс-Smokie) под названием Another Night In Nashville.
В июле 2024 года выпускает сингл «Heal Me», посвященный отцу певицы, скончавшемуся в апреле. За 10 дней до релиза на официальном канале Каролины было опубликовано видео, в котором сообщалось о выходе нового сингла.
Начиная с 2000 годов певица регулярно приезжает в Россию для участия в международных музыкальных фестивалях, проводимых радиостанциями «Ретро FM», «Авторадио», «Европа Плюс» и др.

## Дискография

### Альбомы
- 1986 — Catch the Catch (№ 6 — Германия, № 7 — Бельгия, № 2 — Югославия, № 8 — Швейцария)
- 1986 — Welcome to the Heartbreak Hotel (№ 28 — Германия, № 15 — Бельгия, № 21 — Норвегия, № 14 — Югославия)
- 1987 — Like a Hurricane (№ 30 — Германия, № 2 — Югославия)
- 1988 — Big Fun (№ 53 — Германия, № 40 — Бельгия, № 22 — Югославия)
- 1989 — Hear What I Say (№ 75 — Германия)

### Синглы
- 1985 — I Can Lose My Heart Tonight (№ 19 — Швейцария)
- 1986 — 'Cause You Are Young (№ 9 — Германия, № 2 — Бельгия, № 1 — Югославия, № 8 — Швейцария)
- 1986 — Strangers By Night (№ 9 — Германия, № 3 — Югославия, № 11 — Швейцария)
- 1986 — Heartbreak Hotel (№ 8 — Германия, № 9 — Югославия, № 13 — Швейцария)
- 1986 — Heaven And Hell (№ 3 — Германия, № 8 — Норвегия, № 47 — Бельгия, № 2 — Югославия, № 1 — Швейцария)
- 1987 — Are You Man Enough (№ 20 — Германия, № 9 — Югославия, № 18 — Швейцария)
- 1987 — Soul Survivor (№ 17 — Германия, № 96 — Англия, № 3 — Югославия)
- 1987 — Good Guys Only Win In Movies
- 1988 — House Of Mystic Lights (№ 22 — Германия, № 1 — Югославия)
- 1988 — Backseat Of Your Cadillac (№ 10 — Германия, № 12 — Югославия)
- 1988 — Nothing But A Heartache (№ 1 — Германия, № 1 — Югославия)
- 1988 — Summer Kisses (№ 30 — Югославия)
- 1988 — Baby I Need Your Love
- 1989 — Big Time[англ.] (№ 26 — Германия)
- 1989 — The Decade 7" Remix (Испания)
- 1989 — The Decade 12" Remix (Испания)
- 1990 — The Decade Remixes (Испания)
- 1989 — Midnight Hour
- 1998 — Soul Survivor '98 (№ 1 — Перу, № 8 — Испания)
- 1998 — C. C. Catch Megamix ’98 (№ 33 — Германия)
- 1998 — I Can Lose My Heart Tonight ’98 (№ 72 — Германия)
- 2003 — Shake Your Head 2003 (№ 34 — Английский танцевальный чарт, № 8 — Норвегия, № 19 — Бельгия)
- 2003 — Silence (feat. Leela) (№ 86 — Россия, № 47 — Германия)
- 2010 — Unborn Love (feat. Juan Martinez) (№ 5 — Испания)
- 2014 — Another Night In Nashville (feat. Крис Норман)
- 2024 — Heal me

### Сборники
- 1988 — Diamonds — Her Greatest Hits
- 1988 — Strangers By Night
- 1989 — Classics
- 1989 — Super 20
- 1989 — Super Disco Hits
- 1991 — Star Collection — Back Seat Of Your Cadillac
- 1994 — Backseat Of Your Cadillac
- 1998 — Best Of '98
- 2000 — The Best Of C.C.Catch (3 CD)
- 2000 — The Remixes (№ 29 — Норвегия, № 2 — Германия, № 2 — Югославия)
- 2002 — In The Mix — '80 Hits
- 2005 — Catch The Hits
- 2005 — The 80’S Album
- 2006 — Maxi Hit-Sensation — Nonstop DJ-Mix
- 2007 — Ultimate C.C.Catch (2 CD)
- 2011 — Is Catch of Heartbreak Hotel
- 2011 — Juan Martinez & C.C.Catch (Unofficial)

## Видеография
DVD

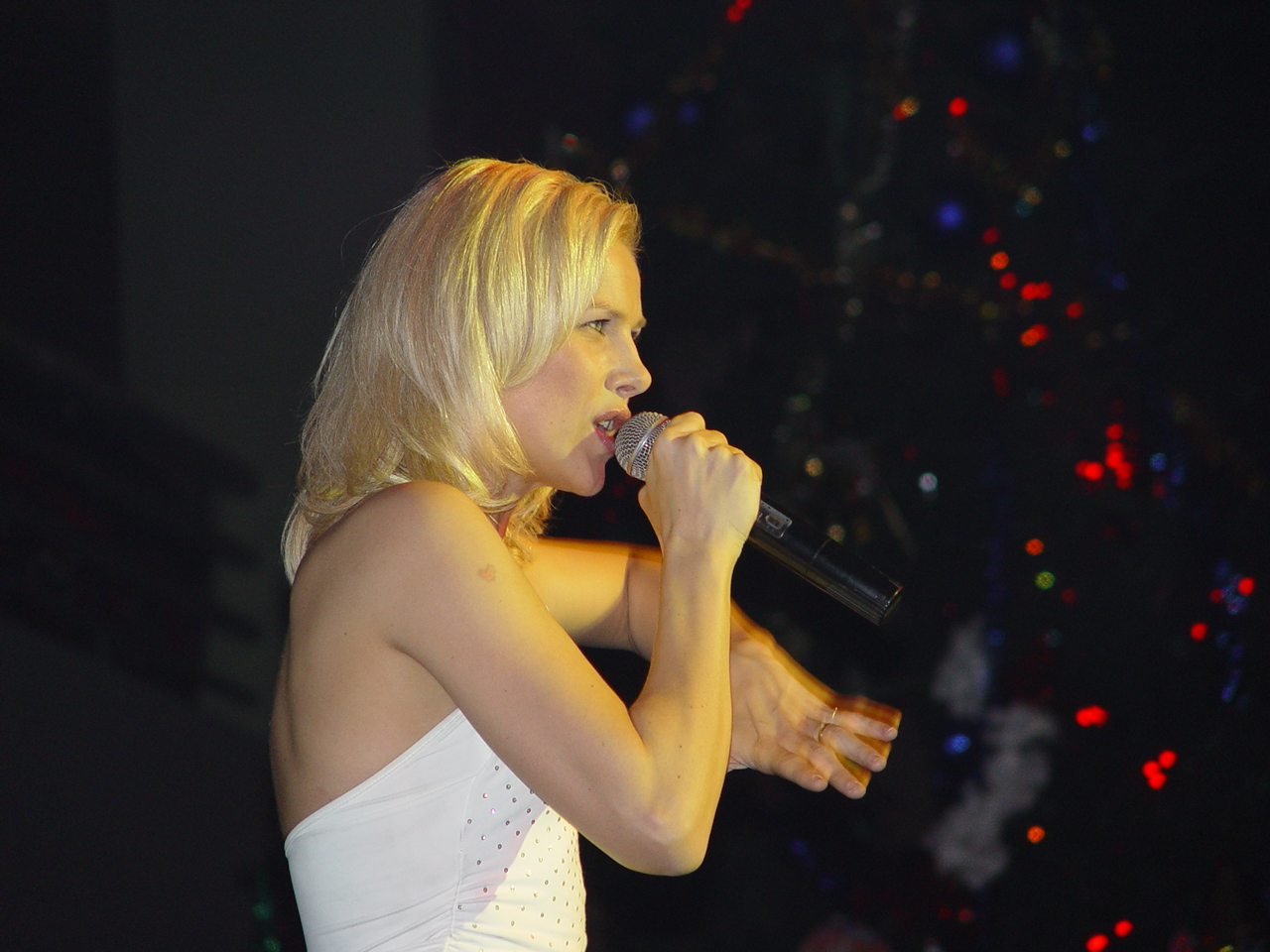
Си Си Кетч на новогоднем концерте

- 2005 Catch The Hits — The Ultimate Collection (CD + DVD)
- 2009 Video Collection (Hungary)

Видеоклипы, не вошедшие в официальные сборники клипов
- 1998: Megamix '98
- 2004: Silence